# FC Daugava
Cet article concerne le club de football de Daugavspils. Pour le club de la ville de Riga, voir FK Riga.
Maillots
Le Football Club Daugava est un club letton de football basé à Daugavpils.

## Historique
- 2001 : fondation du club sous le nom de FK Ditton Daugavpils
- 2007 : le club est renommé FK Daugava Daugavpils

## Bilan sportif

### Palmarès
- Championnat de Lettonie
  - Champion : 2012

- Coupe de Lettonie
  - Vainqueur : 2008

- Supercoupe de Lettonie
  - Vainqueur : 2013

### Bilan européen
Note : dans les résultats ci-dessous, le score du club est toujours donné en premier
| Saison    | Compétition         | Tour            | Club               | Domicile | Extérieur | Total  |
| --------- | ------------------- | --------------- | ------------------ | -------- | --------- | ------ |
| 2011-2012 | Ligue Europa        | Premier tour Q  | Tromsø IL          | 0 - 5    | 1 - 2     | 1 - 7  |
| 2012-2013 | Ligue Europa        | Premier tour Q  | Sūduva Marijampolė | 2 - 3    | 1 - 0     | 3 - 3E |
| 2013-2014 | Ligue des champions | Deuxième tour Q | IF Elfsborg        | 0 - 4    | 1 - 7     | 1 - 11 |
| 2014-2015 | Ligue Europa        | Premier tour Q  | Víkingur Gøta      | 1 - 1    | 1 - 2     | 2 - 3  |

Légende
- Victoire ou qualification pour le tour suivant
- Match nul
- Défaite ou élimination de la compétition